# مازدا رودستر
مازدا رودستر (بالإنجليزية: Mazda Roadster)‏ هي سيارة من تصنيع شركة مازدا.